# Katholisches Kreisbildungswerk Freising

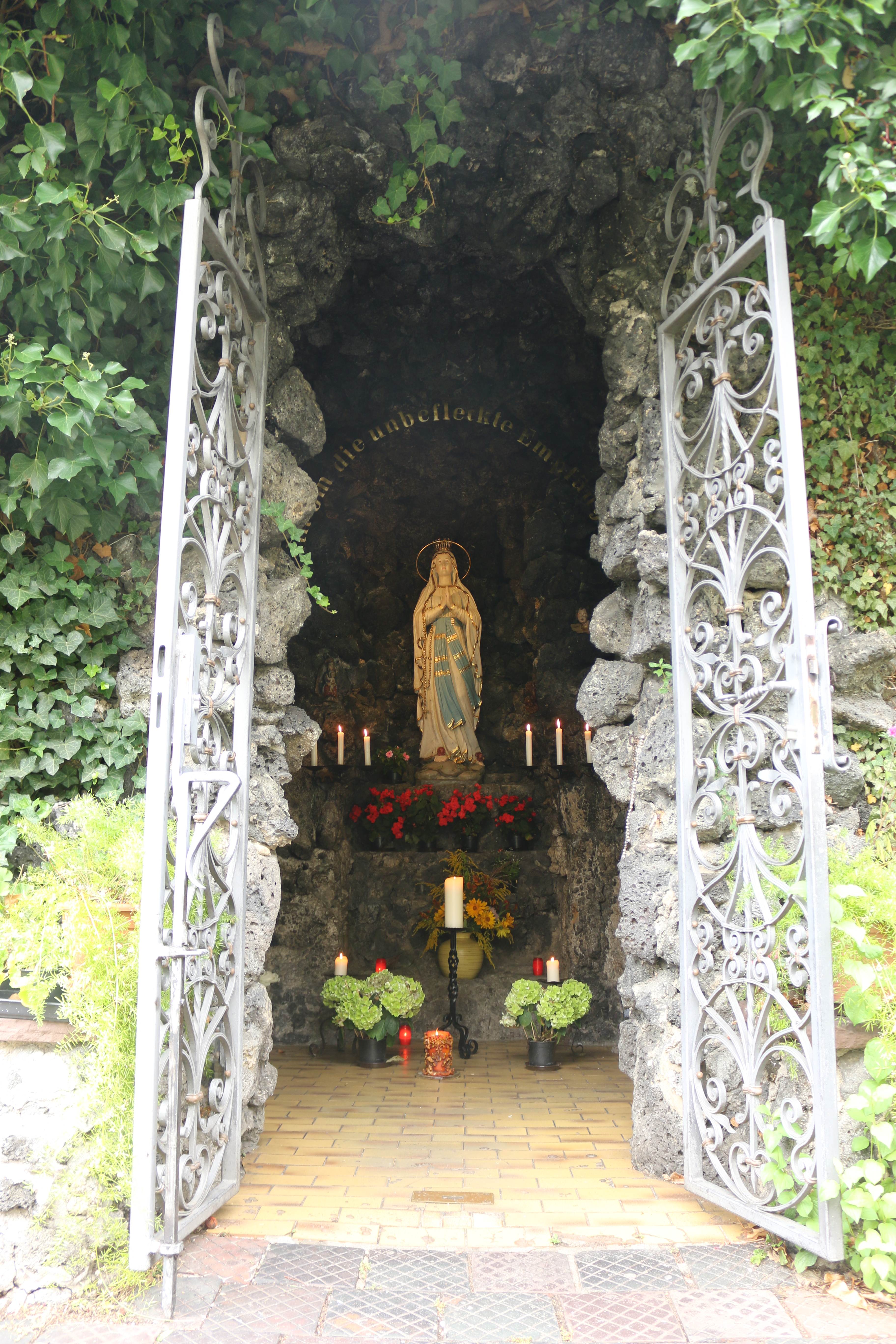
Die Lourdesgrotte im Klostergarten vor dem Kath. Kreisbildungswerk.

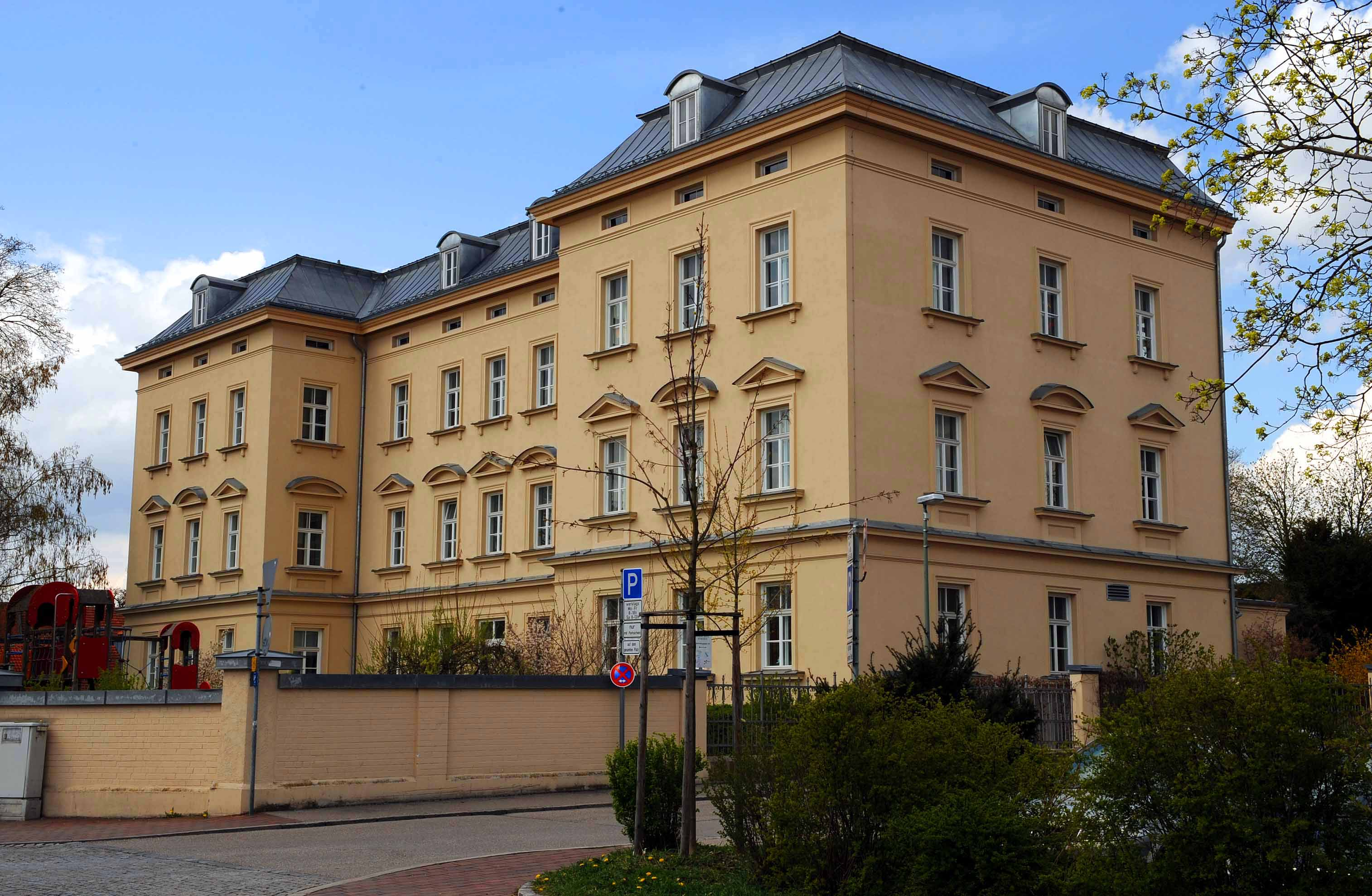
Das ehemalige Kinderheim und Waisenhaus St. Clara an der Kammergasse in Freising ist Sitz des Katholischen Kreisbildungswerks

Das Katholische Kreisbildungswerk Freising e. V. (KBW) ist ein im September 1971 gegründetes Bildungszentrum für Familien- und Erwachsenenbildung. Das Bildungswerk bietet ein Veranstaltungsprogramm in den Bereichen Erziehung, Religion und Glaube, Soziales, Politik ebenso wie Gesundheit und Kultur sowie das Seniorenstudium Freising, das chronologisch an der Gesellschaft-, Kultur- und Kirchengeschichte ausgerichtet ist. Das Kreisbildungswerks ist im ehemaligen Kinderheim und Waisenhaus St. Clara untergebracht, das unter Denkmalschutz steht.

## Gebäude
Das Kreisbildungswerk ist in einem stattlichen, dreigeschossigem Walmdachbau mit Mezzanin und reich gegliederter Fassade untergebracht. Das Gebäude wurde um 1890 im Stil der Neurenaissance errichtet und steht unter Denkmalschutz.
Im Jahre 1888 erhielt das Gebäude eine Lourdesgrotte. Die kapellenartige Andachtsstätte wurde aus aufgeschichteten Bruchsteinen errichtet.

## Struktur
Das Katholische Kreisbildungswerk ist eine staatlich anerkannte und förderungswürdige Einrichtung im Sinne des „Gesetzes zur Förderung der Erwachsenenbildung“ (EbFöG) in Bayern und als gemeinnützig anerkannt. Zudem  ist es Mitglied der Arbeitsgemeinschaft Katholische Erwachsenenbildung in der Erzdiözese München und Freising (KEB) und der Katholischen Landesarbeitsgemeinschaft für Erwachsenenbildung in Bayern (KEB-Bayern). Seit 2006 ist es im historischen Gebäude des ehemaligen Kinderheims St. Klara ansässig. Der 1. Vorsitzende des katholischen Kreisbildungswerks ist seit 2012 Dieter Thalhammer.
Das Bildungswerk ist zudem Träger des Freisinger Eltern-Kind-Programm (EKP) und der Familienbildungsstätte Zentrum der Familie mit der Elternschule Freising. Das 1993 gegründete Tageselternzentrum Freising wurde 2013 in eine gemeinnützige GmbH ausgegliedert, deren alleiniger Gesellschafter das Kreisbildungswerk Freising ist.

## Zentrum der Familie mit Elternschule Freising und Eltern-Kind-Programm
Das Zentrum der Familie ist die Familienbildungsstätte für Stadt und Landkreis Freising unter dem Dach des Katholischen Kreisbildungswerks Freising. Innerhalb des Zentrum der Familie kümmert sich die Elternschule-Freising vor allem um werdende Eltern und das Leben mit einem Neugeborenen. Seit 2012 unterstützen und entlasten ehrenamtliche Helferinnen unter dem Leitwort „wellcome – praktische Hilfen für Familien“ Eltern in den ersten Monaten nach der Geburt eines Kindes.
Seit 2012 ist das Zentrum der Familie auch ein Standort der Elternbegleitung für Familien und Mütter, die praktische Unterstützung benötigen. Die Elternbegleiterinnen sind pädagogische Fachkräfte mit einer Zusatzausbildung. Seit 2017 richtet sich die Elternbegleitung als Bundesmodellprojekt gezielt an geflüchtete Familien.

## Tageselternzentrum Freising GmbH
Über das Tageselternzentrum finden Eltern, die in Freising wohnen oder arbeiten bzw. eine Ausbildung machen, eine qualifizierte Tagesfamilie. In der Stadt Freising ist das Tageselternzentrum Freising die Fachstelle für die Vermittlung von Tagesmüttern / Tagesvätern sowie für deren Aus- und Fortbildung und die fachliche Begleitung. Das Tageselternzentrum organisiert die Kindertagespflege für Eltern und Tageseltern. Die Kindertagespflege ist eine förderfähige Form der Kinderbetreuung in Bayern.